# Telmatobius pinguiculus
Espèce
Statut de conservation UICN

 EN  : En danger
Telmatobius pinguiculus est une espèce d'amphibiens de la famille des Telmatobiidae.

## Répartition
Cette espèce est endémique de La Cienaga dans le département de Tinogasta dans la province de Catamarca dans le nord-ouest de l'Argentine. Elle se rencontre à environ 3 300 m d'altitude.

## Publication originale
- Lavilla & Laurent, 1989 "1988" : A new species of Telmatobius (Anura: Leptodactylidae) from Catamarca (Argentina). Alytes, vol. 7, fasc. 3, p. 90–96.